# Dimo Chadshidimow

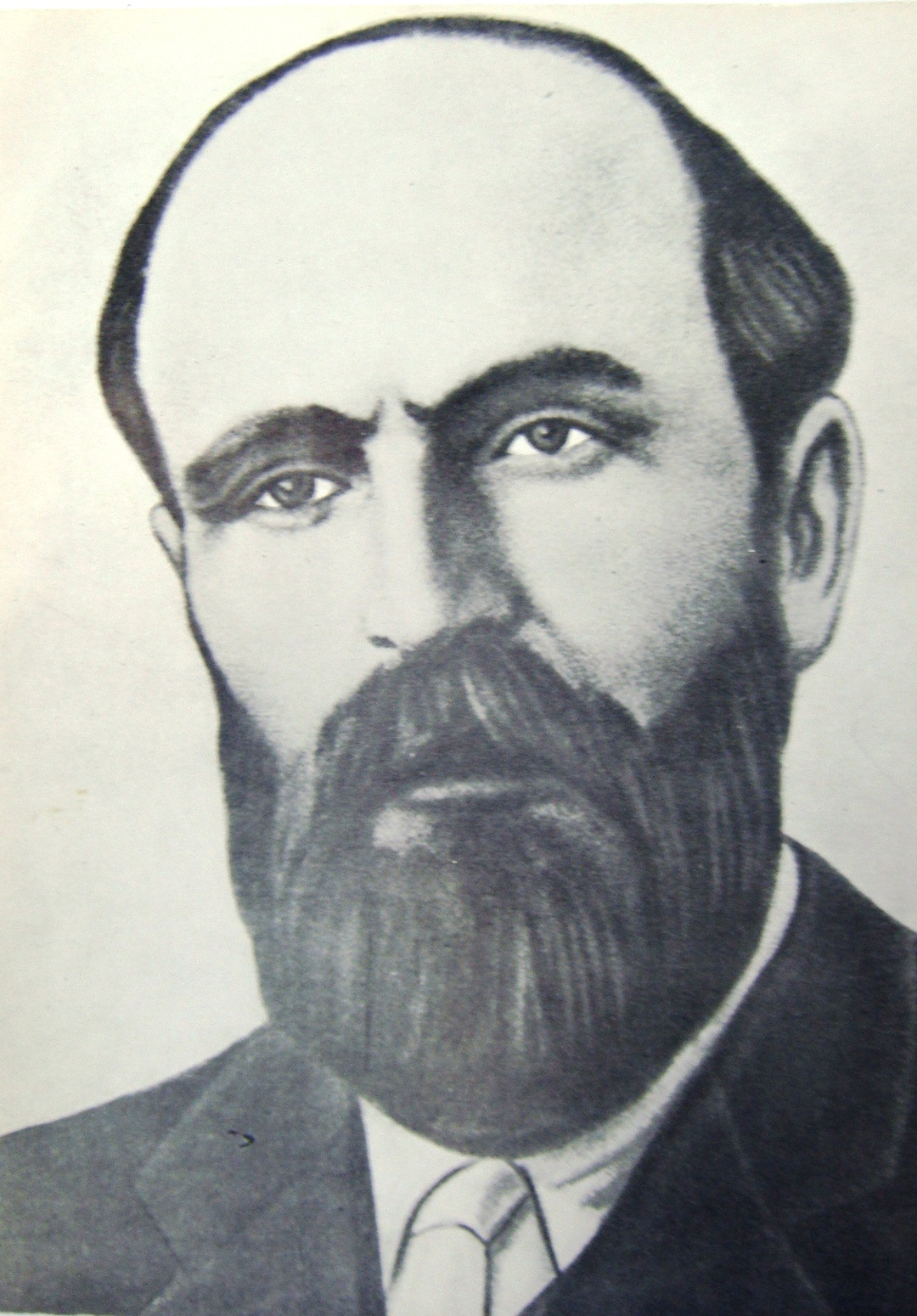
Dimo Chadshidimow

Dimo Chadshidimow, eigentlich Dimo Chadshidimow Chadshijowanow (bulgarisch Димо Хаджидимов Хаджииванов; * 20. Oktober 1875 in Sérrai; † 13. September 1924 in Sofia) war ein bulgarischer Politiker und Aktivist.

## Leben
1901 trat er der Bulgarischen Sozialdemokratischen Partei bei. Er war Mitarbeiter von Georgi Nikolow Deltschew und J. Sandanski. Er nahm ein Studium der Rechtswissenschaften an der Universität Sofia auf, wurde jedoch wegen seiner politischen Aktivitäten von der Universität verwiesen.
Chadshidimow beteiligte 1903 sich am Ilinden-Preobraschenie-Aufstand. Er war Gründer des zur Bulgarischen Kommunistischen Partei gehörenden Makedonischen Kommunistischen Verbandes der Emigranten, den er von 1920 bis 1923 führte. Ab 1923 gehörte er der Volksversammlung an. Er wurde am 13. September 1924 ermordet.